# Walter Hentschel

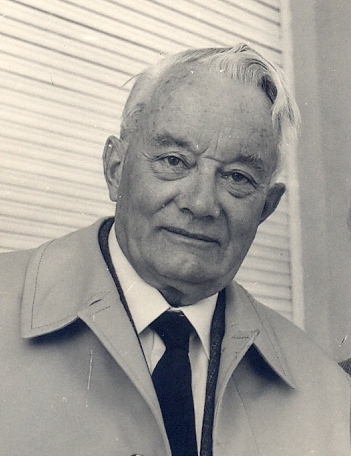
Walter Hentschel

Walter August Wilhelm Hentschel (* 25. März 1899 in Zwickau; † 22. Dezember 1970 in Dresden) war ein deutscher Kunsthistoriker.

## Leben

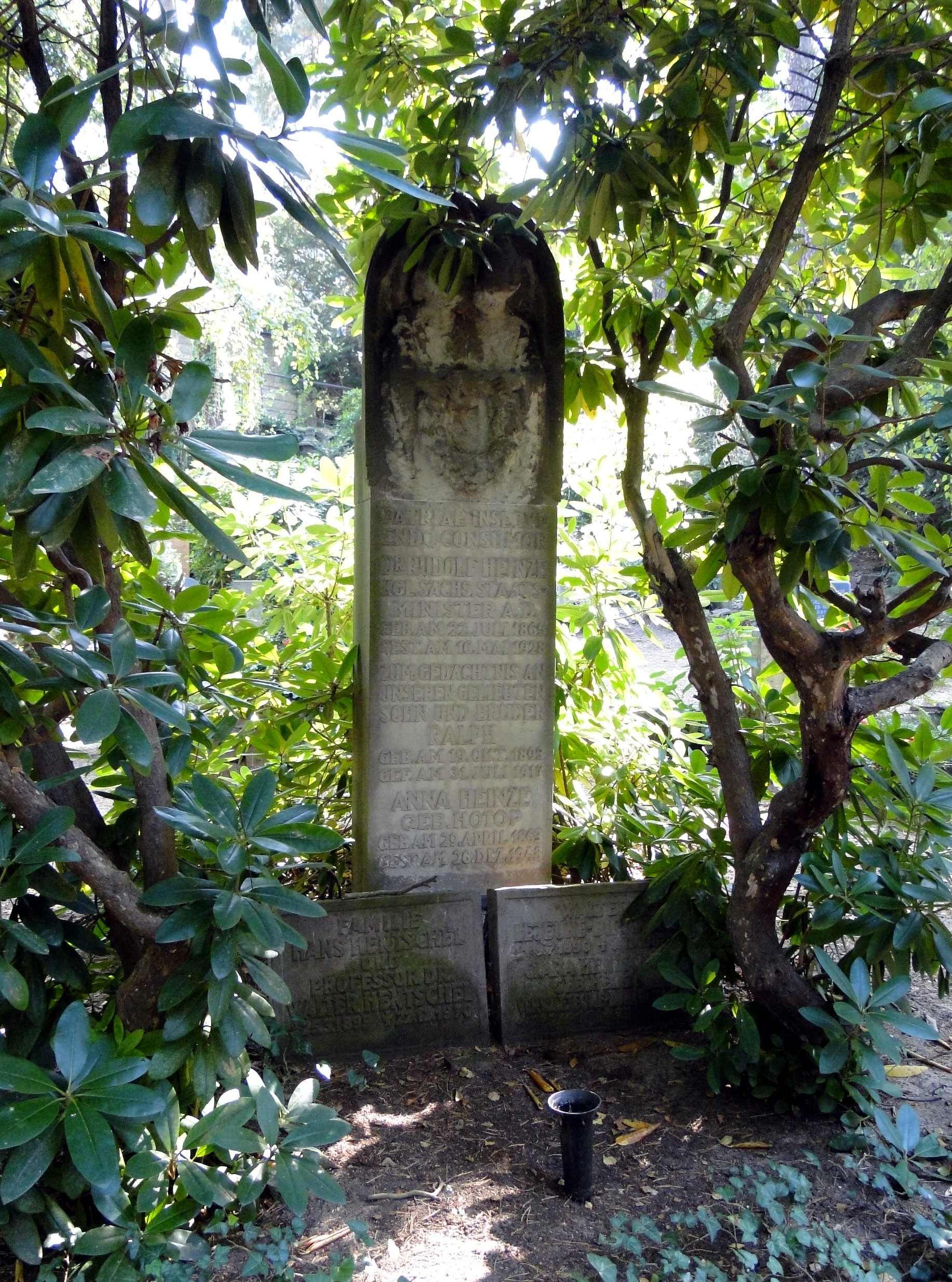
Grab Walter Hentschels auf dem Waldfriedhof Weißer Hirsch

Hentschel begann nach dem Abitur, das er 1917 in Zwickau abgelegt hatte, mit dem Studium der Kunstgeschichte und Geschichte an der Universität Würzburg, der Universität Rostock, der Universität Kiel und der Universität Leipzig. In Leipzig wurde Hentschel 1923 bei Wilhelm Pinder mit einer Arbeit zum Thema Hans Witten. Der Meister H. W. promoviert. Er ging im selben Jahr nach Dresden und fand hier als Assistent Anstellung im Museum des Sächsischen Altertumsvereins sowie 1925 beim Sächsischen Landesamt für Denkmalpflege unter Walter Bachmann.
1945 wurde er Landesmuseumspfleger für Sachsen und leitete den Wiederaufbau der nichtstaatlichen Museen im Lande. Ab 1948 arbeitete Hentschel freiberuflich, kam 1950 als Oberassistent von Eberhard Hempel (1886–1967) an das Institut für Kunstgeschichte der Technischen Hochschule Dresden und wurde hier 1953 zunächst Professor mit Lehrauftrag. 1950 gehörte er  dem geschäftsführenden Ausschuss der Baukammer des Landeskirchenamtes an, dem neben ihm die Herren O. Hempel, Hultsch, Müller, Nadler, Rietsche angehörten. 1955 berief ihn die Technische Hochschule Dresden zum Professor für Kunstgeschichte und Denkmalpflege. Zwei Jahre später übernahm er zudem die Direktion des Instituts für Kunstgeschichte und stand der Sammlung für Baukunst als Leiter vor. Seit 1961 war er ordentliches Mitglied der Sächsischen Akademie der Wissenschaften. 1966 wurde er emeritiert. Hentschel verstarb 1970 in Dresden und wurde auf dem Waldfriedhof Weißer Hirsch beigesetzt. Ein Teil seines Nachlasses befindet sich im Hauptstaatsarchiv Dresden. Seine Sammlung Alter Meister vermachte er den Kunstsammlungen Zwickau.
Der Schwerpunkt seiner Forschung war die sächsische Kunstgeschichte und Baukunst. Eines seiner zentralen Werke, Dresdner Bildhauer des 16. und 17. Jahrhunderts, beschäftigte sich mit der Bildhauerfamilie Walther. Die Materialsammlung und Abfassung des Werkes nahm dabei rund 40 Jahre in Anspruch.

## Veröffentlichungen (Auswahl)
- Sächsische Plastik um 1500, Wilhelm Limpert-Verlag, Dresden 1926.
- Meißner Bildhauer zwischen Spätgotik und Barock, Verlag der Truhe, Meißen 1934.
- Hans Witten. Der Meister H. W., Verlag E.A. Seemann, Leipzig 1938.
- Peter Breuer. Eine spätgotische Bildschnitzerwerkstatt, Wolfgang Jess Verlag, Dresden 1951.
- Kursächsischer Eisenkunstguss. Bd. 4. Forschungen zur Sächsischen Kunstgeschichte, Wolfgang Jess Verlag, Dresden 1955.
- Die sächsische Baukunst des 18. Jahrhunderts in Polen, Henschelverlag Kunst und Gesellschaft, Berlin 1967.
- Dresdner Bildhauer des 16. und 17. Jahrhunderts, Hermann Böhlaus Nachfolger, Weimar 1966.
- Die Zentralbauprojekte Augusts des Starken. Ein Beitrag zur Rolle des Bauherrn im deutschen Barock, Akademie-Verlag, Berlin 1969.
- Denkmale sächsischer Kunst. Die Verluste des 2. Weltkrieges. Akademie-Verlag, Berlin 1973 (= Schriften zur Kunstgeschichte Bd. 15).